# Psorophora pseudomelanota
Psorophora pseudomelanota is een muggensoort uit de familie van de steekmuggen (Culicidae). De wetenschappelijke naam van de soort is voor het eerst geldig gepubliceerd in 1971 door Barata & Cotrim.